# Presidente del Senado de Chile
El presidente del Senado de Chile es la máxima autoridad del Senado. El cargo fue establecido en 1812 por el Primer Senado de Chile.
Se encuentra tras los ministros de Estado en la línea de sucesión del presidente de la República, en caso de impedimento temporal o vacancia.
Actualmente, la titularidad del cargo está en manos del senador Manuel José Ossandón de Renovación Nacional (RN).

## Funciones
El presidente del Senado no tiene en la sala de sesiones tratamiento especial. Aunque, en las comunicaciones oficiales posee el tratamiento de Excelencia. Es electo, de entre los senadores, por los mismos miembros del Senado, y junto al vicepresidente forma la Mesa de la Corporación.
Corresponde al presidente del Senado:
- Disponer la citación del Senado a sesiones cuando corresponda.
- Presidir las sesiones y dirigir los debates dentro de la sala del Senado.
- Actuar en representación del Senado, en resguardo del fuero parlamentario y de la dignidad de la Corporación, y en actos protocolares.
- Presidir las sesiones del Congreso Pleno.

## Presidentes del Senado de la República

### Patria Vieja

#### Senado de 1812
| Retrato | Nombre                                       | Inicio                  | Final                   | Partido | Partido  |
| ------- | -------------------------------------------- | ----------------------- | ----------------------- | ------- | -------- |
|         | Presbítero Pedro de Vivar y Azúa (1742-1820) | 10 de noviembre de 1812 | 10 de marzo de 1813     |         | Exaltado |
|         | Fray Camilo Henríquez, M.I. (1769-1825)      | 10 de marzo de 1813     | 10 de julio de 1813     |         | Exaltado |
|         | Juan Egaña (1769-1836)                       | 10 de julio de 1813     | 10 de diciembre de 1813 |         | Exaltado |
|         | Francisco Ruiz-Tagle (1790-1860)             | 10 de diciembre de 1813 | enero de 1814           |         | Exaltado |

#### Senado Consultivo de 1814
| Retrato | Nombre                                                     | Inicio              | Final         | Partido       | Partido |
| ------- | ---------------------------------------------------------- | ------------------- | ------------- | ------------- | ------- |
|         | Presbítero José Antonio de Errázuriz Madariaga (1747-1821) | 17 de marzo de 1814 | julio de 1814 | Independiente |         |

### Patria Nueva
| Presidente del Senado         | Partido-Tendencia | Inicio                 | Término             | Imagen |
| ----------------------------- | ----------------- | ---------------------- | ------------------- | ------ |
| Agustín Eyzaguirre Arechavala | Pipiolo           | 5 de noviembre de 1822 | 10 de marzo de 1823 |        |
| Francisco Ruiz-Tagle Portales | Pelucón           | 10 de marzo de 1823    | 30 de mayo de 1823  |        |

### Organización de la República
| Presidente del Senado           | Partido-Tendencia | Inicio                  | Término                 | Imagen |
| ------------------------------- | ----------------- | ----------------------- | ----------------------- | ------ |
| José María de Rozas Lima y Melo | Pipiolo           | 30 de mayo de 1823      | 22 de noviembre de 1823 |        |
| Juan de Dios Vial del Río       | Pelucón           | 22 de noviembre de 1823 | 11 de marzo de 1824     |        |
| Agustín Eyzaguirre Arechavala   | Pipiolo           | 11 de marzo de 1824     | 11 de marzo de 1825     |        |
| Juan Egaña Risco                | Pelucón           | 11 de marzo de 1825     | 3 de abril de 1827      |        |
| Ramón Freire Serrano            | Pipiolo           | 3 de abril de 1827      | 9 de septiembre de 1827 |        |
| Bernardo del Solar Marín        | Pipiolo           | 9 de septiembre de 1827 | 3 de abril de 1828      |        |
| Juan Fariñas Ugalde             | Pelucón           | 3 de abril de 1828      | 3 de abril de 1829      |        |
| Casimiro Pereira                | Interino          | 1 de octubre de 1828    | 3 de noviembre de 1828  |        |
| Francisco Ramón Vicuña Larraín  | Pipiolo           | 3 de abril de 1829      | 5 de diciembre de 1829  |        |

### República Conservadora
| Presidente del Senado           | Partido-Tendencia     | Inicio                  | Término                 | Imagen |
| ------------------------------- | --------------------- | ----------------------- | ----------------------- | ------ |
| Fernando Errázuriz Aldunate     | Conservador           | 3 de marzo de 1831      | 3 de marzo de 1834      |        |
| José Ignacio Cienfuegos Arteaga | Conservador           | 3 de marzo de 1834      | 9 de septiembre de 1835 |        |
| Agustín Vial Santelices         | Liberal               | 9 de septiembre de 1835 | 3 de marzo de 1837      |        |
| Diego José Benavente Bustamante | Federalista           | 3 de marzo de 1837      | 7 de agosto de 1837     |        |
| Diego Elizondo Prado            | Conservador           | 7 de agosto de 1837     | 23 de diciembre de 1839 |        |
| José Miguel del Solar Marín     | Conservador           | 23 de diciembre de 1839 | 3 de marzo de 1840      |        |
| Manuel José Gandarillas Guzmán  | Conservador           | 3 de marzo de 1840      | 21 de octubre de 1841   |        |
| Diego José Benavente Bustamante | Federalista           | 21 de octubre de 1841   | 3 de marzo de 1842      |        |
| José María Urrutia Manzano      | Conservador           | 3 de marzo de 1842      | 2 de junio de 1843      |        |
| Juan Agustín Alcalde Bascuñán   | Conservador           | 2 de junio de 1843      | 13 de mayo de 1844      |        |
| Ramón Formas Patiño             | Liberal               | 13 de mayo de 1844      | 13 de octubre de 1844   |        |
| José Manuel Ortúzar Formas      | Liberal               | 13 de octubre de 1844   | 3 de marzo de 1845      |        |
| José Miguel del Solar Marín     | Liberal               | 3 de marzo de 1845      | 2 de junio de 1846      |        |
| Juan de Dios Vial del Río       | Liberal               | 2 de junio de 1846      | 22 de abril de 1846     |        |
| Francisco Antonio Pinto Díaz    | Independiente Liberal | 22 de abril de 1846     | 7 de abril de 1851      |        |
| Manuel Camilo Vial Formas       | Conservador           | 7 de abril de 1851      | 2 de junio de 1852      |        |
| José Joaquín Pérez Mascayano    | Liberal               | 2 de junio de 1852      | 13 de mayo de 1853      |        |
| Fernando Lazcano Mujica         | Conservador           | 13 de mayo de 1853      | 2 de febrero de 1854    |        |
| Ramón Subercaseaux Mercado      | Conservador           | 2 de febrero de 1854    | 2 de junio de 1855      |        |
| José Tomás Urmeneta García      | Nacional              | 2 de junio de 1855      | 20 de agosto de 1856    |        |
| José Rafael Larraín Moxó        | Conservador           | 20 de agosto de 1856    | 23 de diciembre de 1857 |        |
| Diego José Benavente Bustamante | Conservador           | 23 de diciembre de 1857 | 2 de junio de 1858      |        |
| Juan Agustín Alcalde Bascuñán   | Conservador           | 2 de junio de 1858      | 2 de octubre de 1859    |        |
| Matías Cousiño Jorquera         | Nacional              | 2 de octubre de 1859    | 2 de junio de 1861      |        |

### República Liberal
| Presidente del Senado                 | Partido-Tendencia   | Inicio                   | Término                  | Imagen |
| ------------------------------------- | ------------------- | ------------------------ | ------------------------ | ------ |
| Juan de Dios Correa de Saa y Martínez | Conservador         | 2 de junio de 1861       | 24 de septiembre de 1863 |        |
| Matías Cousiño Jorquera               | Nacional            | 24 de septiembre de 1863 | 2 de junio de 1864       |        |
| Eugenio Torres de Velasco             | Conservador         | 2 de junio de 1864       | 6 de abril de 1865       |        |
| Domingo Matte Messia                  | Nacional            | 6 de abril de 1865       | 11 de abril de 1866      |        |
| Francisco Ossa Mercado                | Liberal             | 6 de abril de 1865       | 2 de junio de 1867       |        |
| Manuel Alcalde Velasco                | Conservador         | 6 de abril de 1865       | 2 de junio de 1867       |        |
| Melchor de Concha y Toro              | Liberal             | 2 de junio de 1867       | 21 de marzo de 1868      |        |
| Francisco de Borja Solar              | Conservador         | 21 de marzo de 1868      | 2 de abril de 1869       |        |
| Fernando Errázuriz Sotomayor          | Liberal             | 2 de abril de 1869       | 2 de junio de 1870       |        |
| Juan de Dios Correa de Saa y Martínez | Conservador         | 2 de junio de 1870       | 17 de mayo de 1871       |        |
| Pedro Vicuña Larraín                  | Radical             | 17 de mayo de 1871       | 17 de septiembre de 1872 |        |
| José Luis Borgoño Vergara             | Liberal             | 17 de septiembre de 1872 | 2 de abril de 1873       |        |
| Melchor de Santiago Concha y Cerda    | Liberal             | 2 de junio de 1873       | 20 de octubre de 1875    |        |
| Juan José Aldunate Larraín            | Conservador         | 20 de octubre de 1875    | 2 de junio de 1876       |        |
| Alejandro Reyes Cotapos               | Liberal             | 2 de junio de 1876       | 7 de octubre de 1877     |        |
| Domingo Matte Messia                  | Nacional            | 7 de octubre de 1877     | 21 de octubre de 1878    |        |
| José Joaquín Valdés Valdés            | Conservador         | 21 de octubre de 1878    | 2 de junio de 1879       |        |
| José Victorino Lastarria              | Liberal             | 2 de junio de 1879       | 7 de diciembre de 1880   |        |
| Benjamín Vicuña Mackenna              | Liberal Democrático | 7 de diciembre de 1880   | 2 de junio de 1882       |        |
| Manuel Camilo Vial Formas             | Conservador         | 2 de junio de 1882       | 2 de junio de 1884       |        |
| Arístides Martínez Cuadros            | Liberal             | 2 de junio de 1884       | 15 de septiembre de 1884 |        |
| Antonio Varas de la Barra             | Nacional            | 15 de septiembre de 1884 | 2 de junio de 1885       |        |
| Eulogio Altamirano Aracena            | Conservador         | 2 de junio de 1885       | 23 de diciembre de 1886  |        |
| Adolfo Ibáñez Gutiérrez               | Liberal Democrático | 23 de diciembre de 1886  | 7 de abril de 1887       |        |
| Miguel Castillo Andueza               | Liberal Democrático | 7 de abril de 1887       | ? de 1887                |        |
| Carlos Antúnez González               | Liberal             | 1 de julio de 1887       | 14 de octubre de 1887    |        |
| José Ignacio Vergara                  | Liberal             | 14 de octubre de 1887    | ? de 1888?               |        |
| Claudio Vicuña Guerrero               | Liberal Democrático | 2 de junio de 1888       | 5 de junio de 1889       |        |
| Vicente Reyes Palazuelos              | Liberal             | 5 de junio de 1889       | 23 de diciembre de 1890  |        |
| Álvaro Covarrubias Ortúzar            | Liberal             | 23 de diciembre de 1890  | 2 de abril de 1891       |        |
| Augusto Matte Pérez                   | Conservador         | 2 de abril de 1891       | 2 de junio de 1891       |        |

### República parlamentaria
| Presidente del Senado          | Partido-Tendencia   | Inicio                  | Término                  | Imagen |
| ------------------------------ | ------------------- | ----------------------- | ------------------------ | ------ |
| Waldo Silva Algue              | Nacional            | 2 de junio de 1891      | 15 de noviembre de 1892  |        |
| José Antonio Gandarillas Luco  | Liberal Democrático | 15 de noviembre de 1892 | 16 de enero de 1893      |        |
| Vicente Reyes Palazuelos       | Liberal             | 16 de enero de 1893     | 2 de junio de 1894       |        |
| Enrique Salvador Sanfuentes    | Liberal Democrático | 2 de junio de 1894      | 26 de abril de 1895      |        |
| Vicente Reyes Palazuelos       | Liberal             | 26 de abril de 1895     | 2 de enero de 1896       |        |
| Ramón Barros Luco              | Liberal             | 2 de enero de 1896      | 2 de junio de 1897       |        |
| Fernando Lazcano Echaurren     | Liberal             | 2 de junio de 1897      | 2 de octubre de 1898     |        |
| Agustín Edwards Ross           | Nacional            | 2 de octubre de 1898    | 23 de diciembre de 1898  |        |
| Javier Errázuriz Echaurren     | Conservador         | 23 de diciembre de 1898 | 2 de junio de 1900       |        |
| Ventura Blanco Viel            | Conservador         | 2 de junio de 1900      | 2 de septiembre de 1902  |        |
| Antonio Valdés Cuevas          | Liberal             | 2 de septiembre de 1902 | 15 de mayo de 1903       |        |
| Fernando Lazcano Echaurren     | Liberal             | 15 de mayo de 1903      | 2 de octubre de 1904     |        |
| Ramón Rozas Garfias            | Conservador         | 2 de octubre de 1904    | 5 de febrero de 1905     |        |
| Federico Puga Borne            | Liberal             | 5 de febrero de 1905    | 15 de mayo de 1906       |        |
| Juan Luis Sanfuentes Adonaegui | Liberal Democrático | 15 de mayo de 1906      | 14 de octubre de 1907    |        |
| Ricardo Matte Pérez            | Conservador         | 14 de octubre de 1907   | 26 de agosto de 1908     |        |
| Vicente Reyes Palazuelos       | Liberal             | 26 de agosto de 1908    | 24 de diciembre de 1908  |        |
| Ramón Escobar Escobar          | Liberal Democrático | 24 de diciembre de 1908 | 15 de mayo de 1909       |        |
| Vicente Reyes Palazuelos       | Liberal Democrático | 15 de mayo de 1909      | 2 de junio de 1909       |        |
| Luis Vergara Ruiz              | Liberal Democrático | 2 de junio de 1909      | 29 de octubre de 1909    |        |
| Ricardo Matte Pérez            | Conservador         | 29 de octubre de 1909   | 3 de junio de 1912       |        |
| Francisco Valdés Vergara       | Liberal             | 3 de junio de 1912      | 14 de octubre de 1913    | Center |
| Carlos Aldunate Solar          | Conservador         | 14 de octubre de 1913   | 14 de octubre de 1914    |        |
| Silvestre Ochagavía Echaurren  | Conservador         | 14 de octubre de 1914   | 15 de mayo de 1915       | Center |
| Eduardo Charme Fernández       | Liberal Democrático | 15 de mayo de 1915      | 10 de mayo de 1918       |        |
| Ismael Tocornal Tocornal       | Liberal             | 15 de mayo de 1918      | 8 de septiembre de 1919  |        |
| Fernando Lazcano Echaurren     | Liberal             | 8 de septiembre de 1919 | 2 de septiembre de 1920  |        |
| Ismael Tocornal Tocornal       | Liberal             | 2 de septiembre de 1920 | 5 de octubre de 1920     |        |
| Luis Claro Solar               | Liberal             | 5 de octubre de 1920    | 15 de mayo de 1924       |        |
| Eliodoro Yáñez Ponce de León   | Liberal Doctrinario | 15 de mayo de 1924      | 12 de septiembre de 1924 |        |

### República presidencial
| Presidente del Senado                                  | Presidente del Senado                                  | Partido-Tendencia                                      | Partido-Tendencia                                      | Inicio                  | Término                  |
| ------------------------------------------------------ | ------------------------------------------------------ | ------------------------------------------------------ | ------------------------------------------------------ | ----------------------- | ------------------------ |
|                                                        | Enrique Oyarzún Mondaca                                |                                                        | Radical                                                | 1 de marzo de 1925      | 15 de marzo de 1930      |
|                                                        | Pedro Opazo Letelier                                   |                                                        | Liberal Unido                                          | 15 de marzo de 1930     | 19 de marzo de 1932      |
|                                                        | Alberto Cabero Díaz                                    |                                                        | Radical                                                | 19 de marzo de 1932     | 6 de junio de 1932       |
| Suspensión del Senado (por el Golpe de Estado de 1932) | Suspensión del Senado (por el Golpe de Estado de 1932) | Suspensión del Senado (por el Golpe de Estado de 1932) | Suspensión del Senado (por el Golpe de Estado de 1932) | 6 de junio de 1932      | 9 de marzo de 1933       |
|                                                        | Alberto Cabero Díaz                                    |                                                        | Radical                                                | 9 de marzo de 1933      | 31 de mayo de 1933       |
|                                                        | Ignacio Urrutia Manzano                                |                                                        | Liberal                                                | 31 de mayo de 1933      | 22 de mayo de 1934       |
|                                                        | Nicolás Marambio Montt                                 |                                                        | Radical                                                | 22 de mayo de 1934      | 31 de julio de 1935      |
|                                                        | Ignacio Urrutia Manzano                                |                                                        | Liberal                                                | 31 de julio de 1935     | 2 de junio de 1936       |
|                                                        | José Maza Fernández                                    | 2 de junio de 1936                                     | Liberal                                                | 15 de mayo de 1937      |                          |
|                                                        | Romualdo Silva Cortés                                  |                                                        | Conservador                                            | 15 de mayo de 1937      | 24 de mayo de 1937       |
|                                                        | Miguel Cruchaga Tocornal                               | 24 de mayo de 1937                                     | Conservador                                            | 27 de mayo de 1941      |                          |
|                                                        | Florencio Durán Bernales                               |                                                        | Radical                                                | 27 de mayo de 1941      | 23 de mayo de 1944       |
|                                                        | Pedro Opazo Letelier                                   |                                                        | Liberal                                                | 23 de mayo de 1944      | 31 de mayo de 1944       |
|                                                        | José Francisco Urrejola Menchaca                       |                                                        | Conservador                                            | 31 de mayo de 1944      | 15 de mayo de 1945       |
|                                                        | Arturo Alessandri Palma                                |                                                        | Liberal                                                | 15 de mayo de 1945      | 15 de mayo de 1949       |
|                                                        | Humberto Álvarez Suárez                                |                                                        | Radical                                                | 15 de mayo de 1949      | 22 de junio de 1949      |
|                                                        | Arturo Alessandri Palma                                |                                                        | Liberal                                                | 22 de junio de 1949     | 6 de septiembre de 1950  |
|                                                        | Fernando Alessandri Rodríguez                          | 6 de septiembre de 1950                                | Liberal                                                | 8 de abril de 1958      |                          |
|                                                        | Guillermo Pérez de Arce Plummer                        |                                                        | Nacional Popular                                       | 8 de abril de 1958      | 26 de noviembre de 1958  |
|                                                        | Hernán Videla Lira                                     |                                                        | Liberal                                                | 26 de noviembre de 1958 | 10 de octubre de 1962    |
|                                                        | Hugo Zepeda Barrios                                    | 10 de octubre de 1962                                  | Liberal                                                | 15 de mayo de 1965      |                          |
|                                                        | Hermes Ahumada Pacheco (Provisional)                   |                                                        | Radical                                                | 15 de mayo de 1965      | 1 de junio de 1965       |
|                                                        | Tomás Reyes Vicuña                                     |                                                        | Demócrata Cristiano                                    | 1 de junio de 1965      | 3 de agosto de 1966      |
|                                                        | Juan Luis Maurás Novella                               |                                                        | Independiente                                          | 3 de agosto de 1966     | 17 de agosto de 1966     |
|                                                        | Tomás Reyes Vicuña                                     |                                                        | Demócrata Cristiano                                    | 17 de agosto de 1966    | 27 de diciembre de 1966  |
|                                                        | Salvador Allende Gossens                               |                                                        | Socialista                                             | 27 de diciembre de 1966 | 4 de junio de 1969       |
|                                                        | Tomás Pablo Elorza                                     |                                                        | Demócrata Cristiano                                    | 4 de junio de 1969      | 12 de enero de 1971      |
|                                                        | Patricio Aylwin Azócar                                 | 12 de enero de 1971                                    | Demócrata Cristiano                                    | 22 de mayo de 1972      |                          |
|                                                        | José Ignacio Palma Vicuña                              | 22 de mayo de 1972                                     | Demócrata Cristiano                                    | 12 de mayo de 1973      |                          |
|                                                        | Américo Acuña Rosas (Provisional)                      |                                                        | Izquierda Radical                                      | 12 de mayo de 1973      | 23 de mayo de 1973       |
|                                                        | Eduardo Frei Montalva                                  |                                                        | Demócrata Cristiano                                    | 23 de mayo de 1973      | 24 de septiembre de 1973 |

### Retorno a la democracia
| Periodo Legislativo | Presidente          | Presidente                  | Inicio del mandato   | Fin del mandato      | Partido | Partido                       |
| ------------------- | ------------------- | --------------------------- | -------------------- | -------------------- | ------- | ----------------------------- |
| XLVIII (1990)       |                     | Gabriel Valdés Subercaseaux | 11 de marzo de 1990  | 11 de marzo de 1994  |         | Demócrata Cristiano           |
| XLIX (1994)         | 11 de marzo de 1994 | Gabriel Valdés Subercaseaux | 11 de marzo de 1996  |                      |         | Demócrata Cristiano           |
| XLIX (1994)         |                     | Sergio Diez Urzúa           | 11 de marzo de 1996  | 11 de marzo de 1997  |         | Renovación Nacional           |
| XLIX (1994)         |                     | Sergio Romero Pizarro       | 11 de marzo de 1997  | 11 de marzo de 1998  |         | Renovación Nacional           |
| L (1998)            |                     | Andrés Zaldívar Larraín     | 11 de marzo de 1998  | 11 de marzo de 2002  |         | Demócrata Cristiano           |
| LI (2002)           | 11 de marzo de 2002 | Andrés Zaldívar Larraín     | 11 de marzo de 2004  |                      |         | Demócrata Cristiano           |
| LI (2002)           |                     | Hernán Larraín Fernández    | 11 de marzo de 2004  | 11 de marzo de 2005  |         | Unión Demócrata Independiente |
| LI (2002)           |                     | Sergio Romero Pizarro       | 11 de marzo de 2005  | 11 de marzo de 2006  |         | Renovación Nacional           |
| LII (2006)          |                     | Eduardo Frei Ruiz-Tagle     | 11 de marzo de 2006  | 11 de marzo de 2008  |         | Demócrata Cristiano           |
| LII (2006)          |                     | Adolfo Zaldívar Larraín     | 11 de marzo de 2008  | 11 de marzo de 2009  |         | Independiente PRI             |
| LII (2006)          |                     | Jovino Novoa Vásquez        | 11 de marzo de 2009  | 11 de marzo de 2010  |         | Unión Demócrata Independiente |
| LIII (2010)         |                     | Jorge Pizarro Soto          | 11 de marzo de 2010  | 11 de marzo de 2011  |         | Demócrata Cristiano           |
| LIII (2010)         |                     | Guido Girardi Lavín         | 11 de marzo de 2011  | 11 de marzo de 2012  |         | Partido por la Democracia     |
| LIII (2010)         |                     | Camilo Escalona Medina      | 11 de marzo de 2012  | 20 de marzo de 2013  |         | Socialista                    |
| LIII (2010)         |                     | Jorge Pizarro Soto          | 20 de marzo de 2013  | 11 de marzo de 2014  |         | Demócrata Cristiano           |
| LIV (2014)          |                     | María Isabel Allende Bussi  | 11 de marzo de 2014  | 11 de marzo de 2015  |         | Socialista                    |
| LIV (2014)          |                     | Patricio Walker Prieto      | 11 de marzo de 2015  | 15 de marzo de 2016  |         | Demócrata Cristiano           |
| LIV (2014)          |                     | Ricardo Lagos Weber         | 15 de marzo de 2016  | 21 de marzo de 2017  |         | Partido por la Democracia     |
| LIV (2014)          |                     | Andrés Zaldívar Larraín     | 21 de marzo de 2017  | 11 de marzo de 2018  |         | Demócrata Cristiano           |
| LV (2018)           |                     | Carlos Montes Cisternas     | 11 de marzo de 2018  | 12 de marzo de 2019  |         | Socialista                    |
| LV (2018)           |                     | Jaime Quintana Leal         | 12 de marzo de 2019  | 17 de marzo de 2020  |         | Partido por la Democracia     |
| LV (2018)           |                     | Adriana Muñoz D'Albora      | 17 de marzo de 2020  | 17 de marzo de 2021  |         | Partido por la Democracia     |
| LV (2018)           |                     | Yasna Provoste Campillay    | 17 de marzo de 2021  | 24 de agosto de 2021 |         | Demócrata Cristiano           |
| LV (2018)           |                     | Ximena Rincón González      | 25 de agosto de 2021 | 11 de marzo de 2022  |         | Demócrata Cristiano           |
| LVI (2022)          |                     | Álvaro Elizalde Soto        | 11 de marzo de 2022  | 15 de marzo de 2023  |         | Socialista                    |
| LVI (2022)          |                     | Juan Antonio Coloma Correa  | 15 de marzo de 2023  | 19 de marzo de 2024  |         | Unión Demócrata Independiente |
| LVI (2022)          |                     | José García Ruminot         | 19 de marzo de 2024  | 26 de marzo de 2025  |         | Renovación Nacional           |
| LVI (2022)          |                     | Manuel José Ossandón        | 26 de marzo de 2025  | en el cargo          |         | Renovación Nacional           |